# 1990年欧洲超级杯
1990年欧洲超级杯由AC米兰对阵桑普多利亚，最终AC米兰以总比分3-1夺冠。